# Бляерский, Николай Иванович
Николай Иванович Бляерский (1872—?) — русский военный деятель,  полковник (1915). Герой Первой мировой войны, участник Русско-японской войны.

## Биография
В службу вступил в 1889 году после окончания Курского реального училища. В 1896 году после окончания Чугуевского военного училища по II разряду произведён в подпоручики и выпущен в Псковский 11-й пехотный полк. В 1900 году произведён в поручики, в 1904 году в штабс-капитаны.
С 1904 года участник Русско-японской войны, за боевые отличия в этой войне награждён орденами Святой Анны 4-й степени «За храбрость» и 3-й степени с мечами и бантом и Святого Станислава 3-й степени с мечами и бантом. С 1908 года  капитан, командир роты 11-го Псковского пехотного полка.
С 1914 года участник Первой мировой войны, подполковник — командир батальона, с 1915 года  полковник — штаб-офицер
в 11-м Псковском пехотном полку. С 1916 года командир 498-го Оргеевского пехотного  полка.
Высочайшим приказом от 10 декабря 1915 года за храбрость награждён Георгиевским оружием :
За то, что 9-го марта 1915 года у дер. Творильня, командуя батальоном, с боя захватил имеющую важное значение и сильно укреплённую высоту 618, взяв при этом в плен 4 офицера и 160 нижних чинов австрийцев

## Награды
- Орден Святого Станислава 3-й степени с мечами и бантом (ВП 1905)
- Орден Святой Анны 3-й степени с мечами и бантом (ВП 1905)
- Орден Святой Анны 4-й степени «За храбрость»  (ВП 1905)
- Орден Святого Станислава 2-й степени с мечами (Мечи — ВП 24.05.1915)
- Орден Святой Анны 2-й степени с мечами  (Мечи — ВП 24.05.1915)
- Орден Святого Владимира 4-й степени с мечами и бантом (ВП 26.02.1915)
- Георгиевское оружие (ВП 10.12.1915)
- Орден Святого Владимира 3-й степени с мечами (ВП 09.08.1916)
- Высочайшее благоволение (ВП 21.08.1916)